# Rayquaza
Rayquaza (レックウザ?, Rekku'uza) è un Pokémon base della terza generazione di tipo Drago/Volante. Il suo numero identificativo Pokédex è 384. Nel contesto del franchise creato da Satoshi Tajiri, Rayquaza è un Pokémon leggendario; possiede una megaevoluzione denominata MegaRayquaza ottenibile grazie all'ausilio della mossa Ascesa del Drago. Viene definito il Pokémon Stratosfera.
Rayquaza fa la sua prima apparizione nei videogiochi Pokémon Rubino e Zaffiro, sebbene assurga a un ruolo più importante in Pokémon Smeraldo dove, oltre ad essere raffigurato nella copertina del gioco, interrompe il conflitto tra Kyogre e Groudon.
È un Pokémon molto popolare in Asia, in particolare in Corea del Sud e Giappone. Rayquaza è uno dei protagonisti del lungometraggio Pokémon: Destiny Deoxys e boss nel videogioco Super Smash Bros. Brawl. Un esemplare cromatico di Rayquaza appare in Pokémon Conquest.

## Descrizione
Rayquaza ha vissuto per centinaia di milioni di anni nello strato d'ozono, non scendendo mai a terra. Trovandosi oltre le nuvole e non essendo avvistabile da terra, si ignorava la sua esistenza.Si nutre dell'acqua e delle particelle presenti nell'atmosfera, oltre che di meteoriti. Grazie all'energia sprigionata da questi ultimi, può megaevolversi.
Rayquaza ha alcune caratteristiche che ricordano la cultura mesoamericana.
In Pokémon Rubino Omega e Zaffiro Alpha ottiene una megaevoluzione denominata MegaRayquaza, ottenibile utilizzando la mossa Ascesa del Drago.

## Apparizioni

### Videogiochi
Rayquaza è ottenibile nei videogiochi Pokémon Rubino e Zaffiro e Pokémon Smeraldo all'interno della Torre dei Cieli, situata nei pressi di Orocea. Nei primi due titoli il Pokémon è disponibile solamente dopo aver sconfitto la Lega Pokémon di Hoenn mentre nella versione Smeraldo sarà possibile catturarlo dopo lo scontro tra Groudon e Kyogre.
Nei titoli della quarta generazione Pokémon Oro HeartGold e Argento SoulSilver, Rayquaza è ottenibile all'interno della Torre Occulta una volta in possesso dello strumento Sfera Verde.
In Pokémon Mystery Dungeon: Squadra rossa e Squadra blu Rayquaza va sconfitto al nono piano della Vetta Celeste, mentre nel seguito Pokémon Mystery Dungeon: Esploratori del tempo ed Esploratori dell'oscurità è disponibile all'ultimo piano della Scala del Cielo.
Nel videogioco Super Smash Bros. Brawl il Pokémon leggendario compare in veste di boss.
Rayquaza è inoltre protagonista di uno dei livelli bonus nel videogioco Pokémon Pinball: Rubino e Zaffiro.

### Anime
Rayquaza appare per la prima volta nel corso del lungometraggio Pokémon: Destiny Deoxys. Nel film il Pokémon combatte contro il Pokémon leggendario Deoxys.
È inoltre presente nell'episodio Dove nessun Togepi è arrivato prima! (Where No Togepi Has Gone Before!). MegaRayquaza compare per la prima volta nel corso di Megaevoluzione - Episodio Speciale III (Pokémon: Mega Evolution Special III).

## Accoglienza

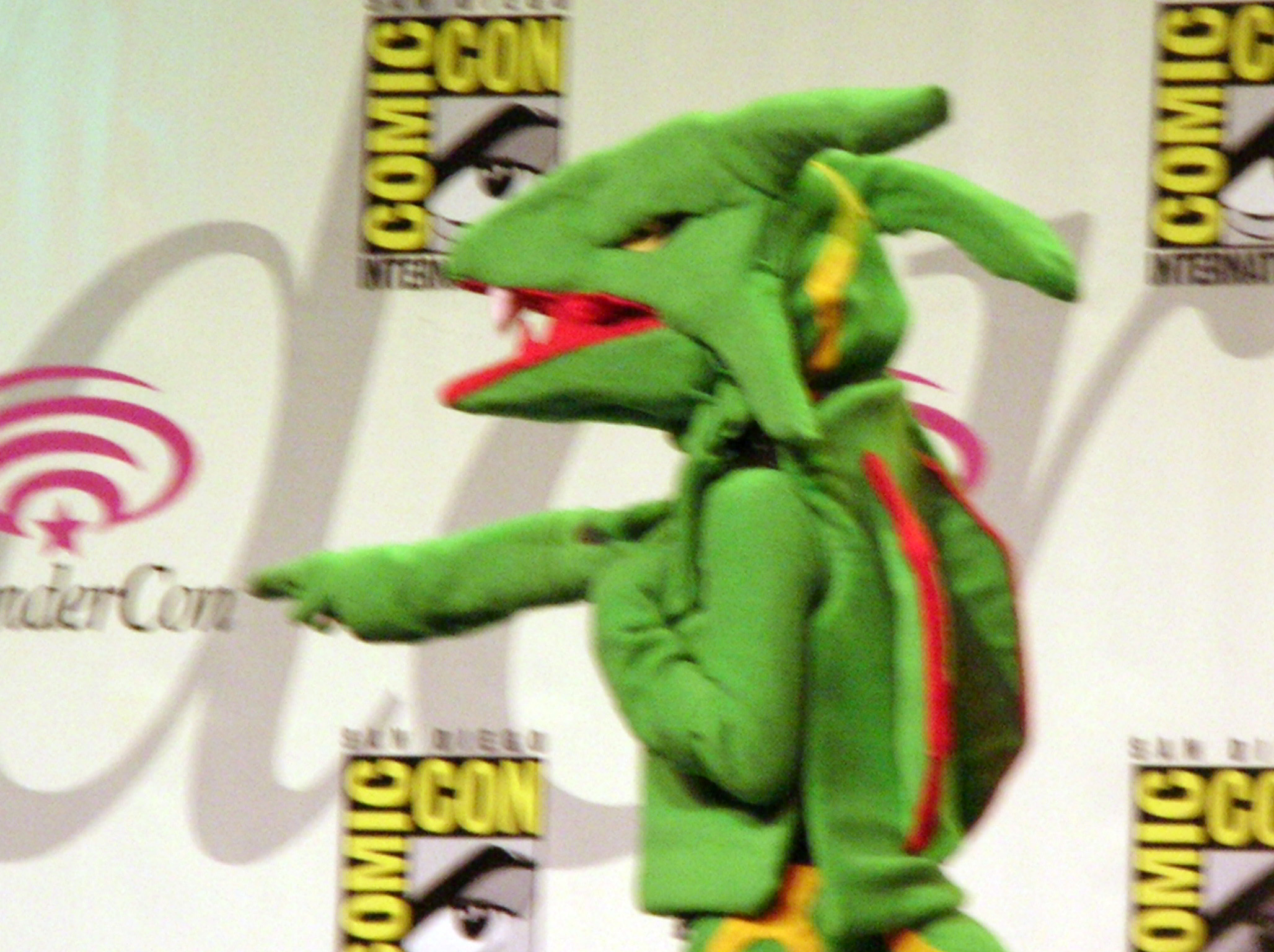
Cosplay di Rayquaza

Rayquaza è un Pokémon molto popolare in Corea del Sud, dove è addirittura più celebre di Pikachu o di altri Pokémon leggendari come Kyogre, Regigigas, Groudon, Giratina e Lugia. Il Pokémon è stato distribuito in Corea sia nel 2008 che nel 2011, al termine di un sondaggio tra i giocatori coreani.
Nel 2011 Rayquaza ha inoltre vinto un sondaggio che metteva a confronto le copertine delle versioni giapponesi dei videogiochi della serie Pokémon. Per questo motivo è stato distribuito un esemplare di Rayquaza in grado di utilizzare la mossa Generatore V.
Nel 2004 è stato commercializzata in Giappone una edizione limitata del Game Boy Advance SP, di colore verde, dedicato al Pokémon leggendario. L'anno seguente è stato creato un francobollo raffigurante Rayquaza.